# Mistrovství Evropy v judu 1979
Mistrovství Evropy mužů se konalo v Bruselu, Belgie 25.-27. května 1979 a Mistrovství Evropy žen se konalo v Kerkrade, Nizozemsko jaro 1979.

## Výsledky
Muži
| Kategorie | Zlato                       | Stříbro                   | Bronz                    | Bronz                     |
| --------- | --------------------------- | ------------------------- | ------------------------ | ------------------------- |
| -60 kg    | Felice Mariani (ITA)        | Helmut Grobelin (FRG)     | Josef Reiter (AUT)       | Arambij Jemiž (URS)RUS    |
| -65 kg    | Nikolaj Soloduchin (URS)RUS | James Rohleder (FRG)      | Yves Delvingt (FRA)      | Nicolae Vlad (ROU)        |
| -71 kg    | Neil Adams (GBR)            | Ezio Gamba (ITA)          | Günter Krüger (GDR)      | Jevgenij Babanov (URS)RUS |
| -78 kg    | Harald Heinke (GDR)         | Šota Chabareli (URS)GEO   | Adam Adamczyk (POL)      | Toma Mihalache (ROU)      |
| -86 kg    | Jürg Röthlisberger (SUI)    | Slavko Obadov (YUG)SRB    | Detlef Ultsch (GDR)      | Endre Kiss (HUN)          |
| -95 kg    | Tengiz Chubuluri (URS)GEO   | Robert Van de Walle (BEL) | Günther Neureuther (FRG) | Robert Köstenberger (AUT) |
| +95 kg    | Jean-Luc Rougé (FRA)        | Vitalij Kuzněcov (URS)RUS | Peter Adelaar (NED)      | Imre Varga (HUN)          |

Ženy
| Kategorie | Zlato                       | Stříbro                      | Bronz                     | Bronz                      |
| --------- | --------------------------- | ---------------------------- | ------------------------- | -------------------------- |
| -48 kg    | Edith Bouthemyová (FRA)     | Josefina Hommingaová (NED)   | Heidi Grimmová (FRG)      | Paola Napolitanová (ITA)   |
| -52 kg    | Edith Hrovatová (AUT)       | Hennie Mattemanová (NED)     | Sacramento Moyanová (ESP) | Bridget McCarthyová (GBR)  |
| -56 kg    | Gerda Winklbauerová (AUT)   | Elisabetta Ricciatoová (ITA) | Sylviane Truciosová (FRA) | Rebecca Ljungbergová (SWE) |
| -61 kg    | Brigitte Deydierová (FRA)   | Dawn Netherwoodová (GBR)     | Laura Di Tomaová (ITA)    | Ingrid Bergová (FRG)       |
| -66 kg    | Marie-France Milová (BEL)   | Maureen Bennettová (GBR)     | Karin Krügerová (FRG)     | Muriel Iglesiasová (FRA)   |
| -72 kg    | Jocelyne Triadouová (FRA)   | Judith Salzmannová (SUI)     | Barbara Claßenová (FRG)   | Susanne Litscherová (AUT)  |
| +72 kg    | Christiane Kieburgová (FRG) | Margherita De Calová (ITA)   | Muriel Sameryová (FRA)    | Margit Schmutzerová (AUT)  |